# Villy Sjöström
Alma Vilhelmina "Villy" Sjöström, född 11 juni 1884 i Döderhult, Kalmar län, död 3 februari 1961 i Växjö, var en svensk skulptör, målare och tecknare.
Hon var dotter till byggmästaren Fridolf Karlsson och Emma Nilsson och från 1913 gift med apotekaren Walfrid Sjöström. Hon studerade vid konstakademien i Weimar 1908–1909 och därefter för Vitalis Nyberg. Hon medverkade i samlingsutställningar arrangerade i Västerbottens läns konstförening och separat ställde hon bland annat ut i Växjö. Hennes konst består av landskapsmotiv med tallar och skogsgläntor samt mindre djurskulpturer i lera.  